# Brachythele longitarsis
Brachythele longitarsis es una especie de araña migalomorfa de la familia Nemesiidae. Es endémica de California, Estados Unidos.

## Descripción
El  holotipo macho mide 15 mm.
La hembra descrita por Simon en 1891 mide 19 mm.

## Taxonomía
Esta especie fue descrita con el protónimo de Calisoga longitarsis por Simon en 1891. Está incluida en el género Brachythele por Leavitt, Starrett, Westphal y Hedin en 2015.